# حكومة المغرب 1998
حكومة المغرب لسنة 1998 أو حكومة عبد الرحمن اليوسفي هي الحكومة المغربية الخامسة والعشرين منذ استقلال البلاد في عام 1956. شُكلت الحكومة في 14 مارس 1998، وانتهت صلاحياتها في 9 سبتمبر 2000.

## التعديل الدستوري 1996
أعلن الملك الحسن الثاني يوم 3 مارس 1996 عن إصلاح الدستور المغربي. قُدم الدستور الجديد للاستفتاء في 13 سبتمبر 1996، حيث تم الحصول على 96,56 ٪ من الأصوات لصالحه.
الإصلاح الذي طُرح في هذا الدستور هو إنشاء مجلسين، مع انتخاب غرفة مجلس النواب بالاقتراع العام المباشر، وإنشاء غرفة برلمانية ثانية تُدعى غرفة المستشارين، ينتخبون عن طريق الاقتراع غير المباشر.

## الانتخابات التشريعية لعام 1997
تم البدء بالانتخابات منذ 28 نوفمبر 1996 بتوحيد القوائم الانتخابية، والتي كانت تخضع لعقود من الصراع بين المعارضة والحكومة. في 28 فبراير 1997، تم التوقيع على ميثاق شرف بين الحكومة والأحزاب السياسية. توافق بموجبه السلطة على إجراء انتخابات نزيهة وشفافة في المقابل هناك حاجة الطرفين إلى الاعتراف بنتائج الانتخابات. في 27 مارس 1997، تم التصويت بالإجماع على قانون الانتخابات في البرلمان المغربي.
بعد الحملة الانتخابية، تم استدعاء 13 مليون ناخبا مغربيا للذهاب إلى صناديق الاقتراع. الاقتراع يتم في جولة واحدة، ويغطي 325 دائرة انتخابية. يتم تجميع الأحزاب 16 آنذاك إلى ثلاثة ائتلافات:
الكتلة (حول الإتحاد الاشتراكي للقوات الشعبية، حزب الإستقلال وحزب التقدم والاشتراكية).
الوفاق (حول الاتحاد الدستوري).
الوسط (حول الحركة الوطنية الشعبية والتجمع الوطني للأحرار).

## التركيبة الأولية[3]
| # | الوزارة | اسم الوزير                | عن حزب                           | موقع الوزارة  | ملاحظة |
| --- | --- | ------------------------- | -------------------------------- | ------------- | ------ |
| 1 | الوزير الأول                                                                                                   | عبد الرحمان اليوسفي       | الإتحاد الاشتراكي للقوات الشعبية | الموقع الرسمي | --     |
| 2 | وزير الدولة وزير الشؤون الخارجية والتعاون                                                                      | عبد اللطيف الفيلالي       | --                               | --            | --     |
| 3 | وزير الدولة في الداخلية                                                                                        | إدريس البصري              | --                               | --            | --     |
| 4 | وزير العدل | عمر عزيمان                | --                               | --            | --     |
| 5 | وزير الأوقاف والشؤون الإسلامية                                                                                 | عبد الكبير العلوي المدغري | --                               | --            | --     |
| 6 | الوزير المكلف بإعداد التراب الوطني والبيئة والتهيئة العمرانية والسكنى                                          | محمد اليازغي              | الإتحاد الاشتراكي للقوات الشعبية | --            | --     |
| 7 | وزير الاقتصاد والمالية                                                                                         | فتح الله ولعلو            | الإتحاد الاشتراكي للقوات الشعبية | --            | --     |
| 8 | وزير الفلاحة والتنمية القروية والصيد البحري                                                                    | لحبيب المالكي             | الإتحاد الاشتراكي للقوات الشعبية | --            | --     |
| 9 | الكاتب العام للحكومة                                                                                           | عبد الصادق ربيع           | --                               | --            | --     |
| 10 | وزير التجارة والصناعة والصناعة التقليدية                                                                       | العلمي التازي             | التجمع الوطني للأحرار            | --            | --     |
| 11 | وزير التنمية الاجتماعية والتضامن والتشغيل والتكوين المهني الناطق الرسمي باسم الحكومة                           | خالد عليوة                | الإتحاد الاشتراكي للقوات الشعبية | --            | --     |
| 1 | وزير السياحة                                                                                                   | حسن الصبار                | الإتحاد الاشتراكي للقوات الشعبية | --            | --     |
| 12 | وزير التجهيز                                                                                                   | بوعمرو تغوان              | حزب الإستقلال                    | --            | --     |
| 13 | وزير النقل والملاحة التجارية                                                                                   | مصطفى المنصوري            | التجمع الوطني للأحرار            | --            | --     |
| 14 | وزير الطاقة والمعادن                                                                                           | يوسف الطاهري              | حزب الإستقلال                    | --            | --     |
| 15 | وزير التربية الوطنية                                                                                           | إسماعيل العلوي            | حزب التقدم والإشتراكية           | --            | --     |
| 16 | وزير التعليم العالي وتكوين الأطر والبحث العلمي                                                                 | نجيب الزروالي الواريتي    | التجمع الوطني للأحرار            | --            | --     |
| 17 | الوزير المكلف بالعلاقات مع البرلمان                                                                            | محمد بوزوبع               | الإتحاد الاشتراكي للقوات الشعبية | --            | --     |
| 18 | الوزير المكلف بحقوق الإنسان                                                                                    | محمد أوجار                | التجمع الوطني للأحرار            | --            | --     |
| 19 | وزير الشؤون الثقافية                                                                                           | محمد الأشعري              | الإتحاد الاشتراكي للقوات الشعبية | --            | --     |
| 20 | وزير الصحة | عبد الواحد الفاسي         | حزب الإستقلال                    | --            | --     |
| 21 | وزير الشبيبة والرياضة                                                                                          | أحمد الموساوي             | الحركة الوطنية الشعبية           | --            | --     |
| 22 | وزير الاتصال                                                                                                   | محمد العربي المساري       | حزب الإستقلال                    | --            | --     |
| 23 | وزير الوظيفة العمومية والإصلاح الإداري                                                                         | عزيز الحسين               | التجمع الوطني للأحرار            | --            | --     |
| 24 | وزير القطاع العمومي والخوصصة                                                                                   | رشيد الفيلالي             | حزب الإستقلال                    | --            | --     |
| الوزراء الملحقون | |                           |                                  |               |        |
| 25 | الوزير المنتدب لدى الوزير الأول مكلف بإدارة الدفاع الوطني                                                      | عبد الرحمان السباعي       | --                               | --            | --     |
| 26 | الوزير المنتدب لدى الوزير الأول مكلف بالشؤون العامة للحكومة                                                    | أحمد الحليمي العلمي       | الإتحاد الاشتراكي للقوات الشعبية | --            | --     |
| 27 | الوزير المنتدب لدى الوزير الأول مكلف بالتوقعات الاقتصادية والتخطيط                                             | عبد الحميد عواد           | حزب الإستقلال                    | --            | --     |
| 28 | الوزير المنتدب لدى وزير الدولة وزير الشؤون الخارجية والتعاون مكلف بشؤون المغرب العربي والعالم العربي والإسلامي | عبد السلام زنيند          | التجمع الوطني للأحرار            | --            | --     |
| 29 | الوزير المنتدب لدى وزير الفلاحة والتنمية القروية والصيد البحري مكلف بالصيد البحري                              | التهامي الخياري           |                                  | --            | --     |
| 30 | الوزير المنتدب لدى وزير الفلاحة والتنمية القروية والصيد البحري مكلف بالمياه والغابات                           | سعيد شباعتو               | الحركة الوطنية الشعبية           | --            | --     |
| 31 | الوزير المنتدب لدى وزير التربية الوطنية مكلف بالتعليم الثانوي والتقني                                          | عبد الله ساعف             | --                               | --            | --     |
| 32 | الوزير المنتدب لدى الوزير الأول مكلف بالبريد والتقنيات الحديثة والاتصال                                        | العربي عجول               | الإتحاد الاشتراكي للقوات الشعبية | --            | --     |
| كاتبة الدولة | |                           |                                  |               |        |
| 33 | كاتبة الدولة لدى وزير الدولة المكلف بالشؤون الخارجية والتعاون مكلفة بالتعاون                                   | عائشة بلعربي              | الإتحاد الاشتراكي للقوات الشعبية | --            | --     |
| 34 | كاتب الدولة لدى الوزير المكلف بإعداد التراب الوطني والبيئة والتهيئة العمرانية والسكن مكلف بالبيئة              | أحمد العراقي              | الإتحاد الاشتراكي للقوات الشعبية | --            | --     |
| 35 | كاتب الدولة لدى وزير الصناعة والتجارة والصناعة التقليدية مكلف بالصناعة التقليدية                               | حسن الماعوني              | الحركة الوطنية الشعبية           | --            | --     |
| 36 | كاتب الدولة لدى وزير التعليم العالي وتكوين الأطر والبحث العلمي مكلف بالبحث العلمي                              | عمر الفاسي الفهري         | حزب التقدم والإشتراكية           | --            | --     |
| 37 | كاتب الدولة لدى وزير التنمية الاجتماعية والتضامن والتشغيل والتكوين المهني مكلف بالأسرة والطفل                  | محمد سعيد السعدي          | حزب التقدم والإشتراكية           | --            | --     |
| 38 | كاتب الدولة لدى وزير التنمية الاجتماعية والتضامن والتشغيل والتكوين المهني مكلف بالتضامن والعمل الإنساني        | حمو أوحلي                 | الحركة الوطنية الشعبية           | --            | --     |
| 39 | كاتبة الدولة لدى وزير التنمية الاجتماعية والتضامن والتشغيل والتكوين المهني مكلفة بالمعاقين                     | نزهة الشقروني             | الإتحاد الاشتراكي للقوات الشعبية | --            | --     |
| - تعديل 8 ابريل 1999 عين محمد بنعيسى وزيرا للشؤون الخارجية عوضا عن عبد اللطيف الفيلالي - تعديل 9 نونبر 1999 أقيل إدريس البصري وزير الدولة في الداخلية من مهامه. وتم تعيين أحمد الميداوي وفؤاد عالي الهمة بالتتابع وزيرا للداخلية وكاتبا للدولة في الداخلية - تعديل 25 نونبر 1999 عين الطيب الفاسي الفهري كاتبا للدولة في الشؤون الخارجية. - تعديل 19 يوليوز 2000 عينت عائشة بلعربي سفيرة للمغرب لدى الاتحاد الأوروبي والمجموعة الأوروبية. | |                           |                                  |               |        |
| - وزارة سيادية: وزارة تابعة للقصر الملكي مباشرة (تم تقليص عددها بدستور 2011) - وزارة منتدبة: هي «وزارة ملحقة» بوزارة رئيسية أخرى - --: معلومة غير متوفرة أو غير موجودة | |                           |                                  |               |        |